# Artsyom Vasilyew
Artsyom Vasilyew (tiếng Belarus: Арцём Васiльеў, tiếng Nga: Артём Васильев, chuyển tự: Artyom Vasilyev; sinh 23 tháng 1 năm 1997) là một cầu thủ bóng đá Belarus. Tính đến năm 2017, anh thi đấu cho Minsk.